# Pestalotiopsis steyaertii
Pestalotiopsis steyaertii är en svampart som beskrevs av Mordue 1985. Pestalotiopsis steyaertii ingår i släktet Pestalotiopsis och familjen Amphisphaeriaceae.   Inga underarter finns listade i Catalogue of Life.